# Крытое
Крытое (укр. Крите) — село в Кольчинской поселковой общине Мукачевского района Закарпатской области Украины.
Население по переписи 2001 года составляло 346 человек. Почтовый индекс — 89630. Телефонный код — 3131. Занимает площадь 0,662 км². Код КОАТУУ — 2122786604.

## История
В 1946 году указом ПВС УССР село Феделешевцы переименовано в Крытое.